# Osseo, Minnesota
Osseo là một thành phố thuộc quận Hennepin, tiểu bang Minnesota, Hoa Kỳ. Năm 2010, dân số của thành phố này là 2430 người.

## Dân số
- Dân số năm 2000: 2434 người.
- Dân số năm 2010: 2430 người.